# شعبة هوائية

لوحة تشريحية لجهاز التنفس الذي يتكون من المسالك الهوائية، الرئتين، وعضلات التنفس

القصبة هوائية أو شعب هوائية هي ممر أو طريق هوائي في الجهاز التنفسي والتي توصل الهواء إلى الرئتين. إن أول قصبة وأكبرها في الطريق التنفسي هي الرغامى والتي تتفرع إلى قصبتين رئيسيتين هما القصبة الرئيسية اليمنى والقصبة الرئيسية اليسرى، والمعروفتان أيضا بالقصبتان الرئيسيتان. هاتان القصبتان هما الأعرض بين القصبات حيث أنهما يدخلان الرئة في منطقة تسمى سرة الرئة، حيث تنقسم كل قصبة بعد ذلك إلى قصبات ثانوية أصغر في القطر والتي تستمر بدورها بالانقسام وصولا إلى القصبات السنخية، وهذه القصبات السنخية تنقسم بدورها لتعطي القصبات القطاعية أو القصبات القطعية. إن الانقسام التي تحدث بعد ذلك للقصبات القطعية تعرف بالقصبات القطعية من الترتيب الرابع، الترتيب الخامس والترتيب السادس أو يمكن جمعها مع بعضها البعض تحت مسمى واحد هو القصبات تحت القطعية. إن القصبات التي تكون ضيقة جدا بحيث لا يمكن دعمها بالنسيج الغضروف غضروف تعرف باسم القصيبات. لا يحدث إي تبادل غازي على مستوى القصبات.

## البنية
1. الرغامى
2. قصبة رئيسية
3. قصبة فصية
4. قصبة ثالثية
5. قصيبة
6. القنوات السنخية
7. أكياس سنخية

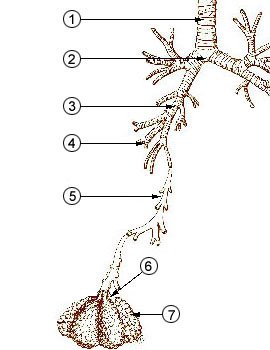
المسالك الهوائية

تنقسم الرغامى (الأنبوب العريض) في مستوى مهماز الرغامى إلى قصبتين رئيسيتين، القصبة الرئيسية اليمنى والقصبة الرئيسية اليسرى. يتوضع مهماز الرغامى بمستوى الزاوية القصية وبمستوى الفقرة الظهرية thoracic vertebra الخامسة (بوضعية الراحة).

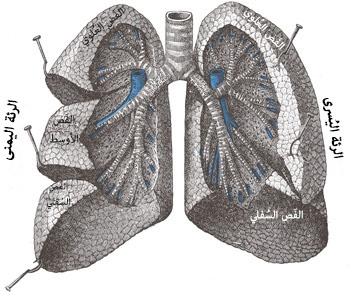
الفصوص الرئوية اليمنى واليسرى

القصبة الرئيسية اليمنى أعرض وأقصر وأكثر عمودية من القصبة الرئيسية اليسرى، طولها الوسطي حوالي 1.09 سم. تدخل القصبة الرئيسية اليمنى جذر الرئة اليمنى بمستوى الفقرة الظهرية الخامسة تقريبا. تنقسم القصبة الرئيسية اليمنى إلى ثلاث قصبات ثانوية (تعرف أيضا بالقصبات الفصية)، والتي تنقل الأكسجين إلى الفصوص الثلاث للرئة اليمنى وهي الفص العلوي والفص المتوسط والفص السفلي.
إن الوريد الفرد يرسم قوسا أثناء مروره فوق القصبة الرئيسية اليمنى من الخلف إلى الأمام حيث يصب في النهاية في الوريد الأجوف العلوي؛ ويتوضع الشريان الرئوي الأيمن في البداية أسفل القصبة الرئيسية اليمنى ومن ثم أمامها. بعد حوالي 2 سم من بدايتها تعطي فرعا قصبيا للفص العلوي للرئة اليمنى، والذي يعرف أيضا بالقصبة فوق الشريان. إن تعبر فوق الشريان (بالإنجليزية: Eparterial)‏ يشير إلى توضع قصبة الفص العلوي للرئة اليمنى فوق الشريان الرئوي الأيمن. تمر القصبة اليمنى الآن أسفل الشريان الرئوي الأيمن، وتعرف باسم القصبة تحت الشريان (بالإنجليزية: hyparterial)‏ والتي تنقسم إلى قصبتين فصيتين هما قصبة الفص المتوسط للرئة اليمنى وقصبة الفص السفلي للرئة اليمنى.
إن القصبة الهوائية اليسرى هي أصغر في القطر لكنها أطول من القصبة الرئيسية اليمنى، حيث تقيس 5 سم طولا. تدخل القصبة الرئيسية اليسرى جذر الرئة اليسرى في المستوى المقابل للفقرة الصدرية السادسة. تمر القصبة الرئيسية اليسرى تحت قوس الأبهر aortic arch، عابرة من أمام المري والقناة الصدرية والأبهر النازل، ونجد الشريان الرئوي الأيسر متوضعا في البداية فوقها، ومن ثم أمامها.
إن القصبة اليسرى لا تمتلك فرعا فوق قصبيا فوق الشريان، ولذلك يعتقد من قبل البعض أنه لهذا السبب لا يوجد فص علوي للرئة اليسرى، لكن إن ما يدعى الفص العلوي الموافق للفص المتوسط في الرئة اليمنى. تنقسم القصبة الرئيسية اليسرى إلى قصبتين ثانويتين أو القصبتين الفصيتين، لتؤمن تزويد الهواء إلى الفص الرئوي العلوي الأيسر والفص الرئوي السفلي الأيسر.

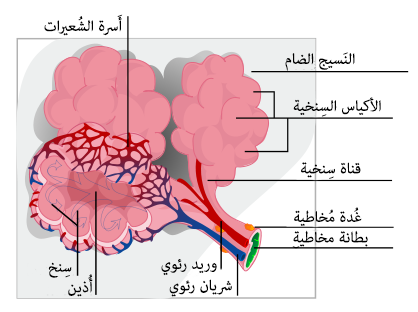
الأسناخ الرئوية

تنقسم القصبات الثانوية secondary bronchi لتعطي القصبات القطاعية tertiary bronchi، (المعروفة أيضا بالقصبات القطعية segmental bronchi)، وكل منها تزود قطعة قصبية رئوية bronchopulmonary segment. إن القطعة القصبية الرئوية bronchopulmonary segment هي قسم من الرئة منفصل عن بقية الرئة بواسطة حاجز septum مؤلف من النسيج الضام connective tissue. إن هذه الخصوصية تسمح بالاستئصال الجراحي للقطعة القصبية الرئوية بدون التأثير على بقية القطع. بشكل بدئي، يوجد عشر قطع قصبية رئوية في كل رئة، لكن خلال التطور مع كون الرئة اليسرى تمتلك فقط قصين رئويين، فإن زوجين إثنين من القطع يندمجان لنحصل في النهاية على ثماني قطع قصبية رئوية في الرئة اليسرى، أربعة في كل فص. تنقسم القصبات القطاعية tertiary bronchi في القسم البعيد منها ثلاث مرات لتعطى بهذه الانقسامات التفرعية القصبات المعروفة بالقصبات القطعية من المستوى الرابع، الخامس والسادس 4th order, 5th order and 6th order segmental bronchi والتي يشار إليها أيضا بالقصبات تحت القطعية subsegmental bronchi. إن هذه القصبات تحت القطعية تتفرع إلى قصيبات bronchioles تكون أصغر حجما والتي بدورها تنقسم إلى القصيبات الانتهائية terminal bronchioles، وكل واحدة من هذه القصيبات الانتهائية ينشأ منها عدة قصيبات تنفسية respiratory bronchioles، والتي تنقسم كل منها بدورها إلى عدة قنيات سنخية alveolar ducts يتراوح عددها من إثنين إلى عشرة. إن كل قناة سنخية ترتبط مع خمس إلى ست حويصلات سنخية alveolar sacs. إن السنخ alveolus هو الوحدة التشريحية الأساسية للتبادل الغازي في الرئة.
إن القصبات الرئيسية main bronchi تمتلك نسبيا لمعات lumens أكبر والتي تكون مبطنة بالظهارة التنفسية respiratory epithelium. هذه البطانة الخلوية تمتلك أهدابا cilia تضرب باتجاه الفم وبالتالي تساعد على التخلص من الغبار والجسيمات الصغيرة الأخرى. يتواجد طبقة عضلات ملساء smooth muscle أسفل الظهارة مرتبة بشكل شريطتين ribbons من العضلات التي تلتف بشكل حلزوني spiral في اتجاهين متعاكسين. إن طبقة العضلات الملساء smooth muscle هذه تحتوي على الغدد المصلية المخاطية seromucous glands، التي تفرز المخاط mucus، في جدارها. إن الغضاريف الهيالينية Hyaline cartilage تتواجد في القصبات، محيطة بطبقة الخلايا العضلية الملساء smooth muscle layer. في القصبات الرئيسية، تشكل الغضاريف حلقات بشكل حرف سي C-shaped rings مشابهة لتلك المشاهدة في الرغامى trachea، في حين أنه في القصبات الأصغر حجما، فإن الغضاريف الهيالينية Hyaline cartilage تتواجد بشكل غير منتظم مرتبة بشكل صفائح هلالية الشكل crescent-shaped plates وجزر islands. إن هذه الصفائح تقدم دعما بنيويا للقصبات وتبقي الطريق الهوائي airway مفتوحا.
إن جدار القصبات في الحالة الطبيعية يمتلك ثخانة تعادل 10% إلى 20% من القطر الكلي للقصبة.

### التشريح المجهري
المقالة الرئيسية: الظهارة التنفسية Respiratory epithelium
إن الغضاريف cartilage والغشاء المخاطي mucous membrane للقصبات الرئيسية primary bronchi تكون مشابهة لتلك الموجودة في الرغامى trachea . تتبطن الرغامى والقصبات الرئيسية بالبطانة التنفسية respiratory epithelium ، والتي تصنف بأنها بطانة عمودية مهدبة مطبقة بشكل كاذب ciliated pseudostratified columnar epithelium . تحتوي الظهارة في القصبات الرئيسية خلايا غوبلت goblet cells ، والتي هي خلايا غدية glandular ، معدلة من خلايا ظهارية عمودية بسيطة والتي تفرز المخاطين mucins والذي يشكل المكون الأساسي للمخاط mucus. يلعب المخاط mucus دورا أساسيا في الحفاظ على الطرق الهوائية airways نظيفة من خلال عملية التنظيف المخاطي الهدبي mucociliary clearance .
مع تقدم عملية التفرع branching ضمن الشجرة القصبية bronchial tree، فإن كمية الغضاريف الهيالينينة hyaline cartilage في الجدران تتناقص حتى تغيب في القصيبات bronchioles. في الوقت الذي تتناقص فيه كمية الغضاريف الهيالينية hyaline cartilage، فإن كمية العضلات الملساء smooth muscle تزداد. كذلك فإن الغشاء المخاطي mucous membrane يخضع أيضا للتغير الانتقالي transition حيث يتحول من الظهارة العمودية المهدبة المطبقة بشكل كاذب ciliated pseudostratified columnar epithelium إلى الظهارة المكعبية البسيطة cuboidal epithelium، ثم إلى الظهارة الحرشفية البسيطة simple squamous epithelium في مستوى الأقنية السنخية alveolar ducts والأسناخ alveolus.

### التباينات
إن 0.1 إلى 5% من الأشخاص لديهم قصبة الفص العلوي الأيمن right superior lobe bronchus تنشأ من القصبة الجذعية الرئيسية main stem bronchus قبل مستوى مهماز الرغامى carina. تعرف هذه الحالة بالقصبة الرغامية tracheal bronchus، وهي مشاهدة كتباين تشريحي anatomical variation. يمكن أن يكون هناك العديد من التباينات variation و، على الرغم من أنها عادة لا عرضية، إلا أنها يمكن أن تشكل جذرا لإحداث الداء الرئوي مثل الإنتان المتكرر recurrent infection. لكن، في هكذا حالات فإن الاستئصال الجراحي resection يكون شافيا في أغلب الأحيان.
إن القصبة القلبية cardiac bronchus موجودة في ما يقارب 0.3% وتتظاهر كقصبة إضافية accessory bronchus تنشأ من القصبة المتوسطة بين قصبة الفص العلوي ومنشأ القصبتين الفصيتين المتوسطة والسفلية للقصبة الرئيسية اليمنى.
إن القصبة القلبية الإضافية accessory cardiac bronchus هي عادة حالة غير عرضية لكن يمكن أن تترافق مع إنتان معند persistent infection أو نفث دموي hemoptysis. في نصف الحالات المراقبة لدى الأشخاص الذين لديهم قصبة قلبية إضافية تظاهرت القصبة القلبية كجذعة قصبية قصيرة ذات نهاية ميتة short dead-ending bronchial stump، في القسم الباقي من الأشخاص أظهرت القصبة القلبية تفرعا مترافقا مع وجود نسيج رئة بارنشيمي وظيفي lung parenchyma.

## الوظيفة
انظر أيضا: السبيل التنفسي، السبيل التنفسي السفلي
إن وظيفة القصبات هي حمل الهواء air الذي يتم استنشاقه لايصاله إلى نسيج الرئة الوظيفية، الذي يدعى الأسناخ alveoli. إن تبادل الغازات بين الهواء في الرئتين والدم في الأوعية الشعرية capillaries يتم عبر جدران الأقنية السنخية alveolar ducts والأسناخ alveoli. إن الأقنية السنخية alveolar ducts والأسناخ alveoli تتألف بشكل أساسي من ظهارة حرشفية بسيطة squamous epithelium، والتي تسمح بالانتثار السريع للأكسجين oxygen وغاز ثاني أكسيد الكربون carbon dioxide.

## الأهمية السريرية
إن زيادة ثخانة جدار القصبات، كما يمكن مشاهدته بالتصوير الطبقي المحوري CT scan، عادة (ولكن ليس دائما) يشير إلى وجود التهاب القصبات inflammation of the bronchi. بشكل طبيعي، إن نسبة ثخانة جدار القصبات إلى قطر القصبة هو بين 0.17 إلى 0.23.

### التهاب القصبات Bronchitis
المقالة الأساسية: التهاب القصبات Bronchitis
يعرف التهاب القصبات Bronchitis بإنه التهاب يصيب القصبات، والذي يمكن أن يكون حادا acute أو مزمنا chronic. يحدث التهاب القصبات الحاد Acute bronchitis عادة بسبب الإنتانات الفيروسية viral أو الأنتانات الجرثومية bacterial infections. إن العديد من المرضى الذين يعانون من التهاب القصبات المزمن chronic bronchitis يعانون أيضا من الداء الرئوي الساد المزمن chronic obstructive pulmonary disease COPD، وهذا الداء COPD يترافق عادة مع التدخين smoking أو التعرض طويل الأمد للمواد المخرشة irritants.

### الاستنشاق Aspiration
إن القصبة الرئيسية اليسرى تتفرع من الرغامى بزاوية أكبر الزاوية التي تتفرع منها القصبة الرئيسية اليمنى. أيضا القصبة اليمنى تكون أعرض من اليسرى وهذه الاختلافات تؤهب إلى حدوث مشاكل استنشاقية aspirational أكثر في الرئة اليمنى. إذا حدث استنشاق للطعام، السوائل والأجسام الأجنبية، فإنها تميل للمرور نحو القصبة الرئيسية اليمنى. إن ذات الرئة الجرثومية Bacterial pneumonia وذات الرئة الاستنشاقية aspiration pneumonia يمكن أن تحدث.
إذا تم إدخال الأنبوب الرغامي tracheal tube المستخدم للتنبيب intubation أبعد من اللازم، فإنه عادة سوف يدخل في القصبة اليمنى، وبالتالي يقوم فقط بتهوية ventilation الرئة اليمنى.

### الربو Asthma
يتميز الربو Asthma بوجود فرط حساسية في القصبات hyperresponsiveness of the bronchi مع مركب التهابي، غالبا كاستجابة للمواد المسببة للحساسية allergens.
في الربو asthma، إن تضيق القصبات يمكن أن يسبب صعوبة في التنفس والذي يتظاهر بشكل قصر في النفس shortness of breath؛ وهذا الأمر يمكن أن يسبب نقص في الأكسجين lack of oxygen الواصل إلى الجسم من أجل العمليات الخلوية. في هذه الحالة، يمكن استخدام جهاز انشاق inhaler لمعالجة هذه المشكلة. يقوم جهاز الإنشاق inhaler بضخ الموسع القصبي bronchodilator، والذي يعمل على ارخاء القصبات المتقبضة وإعادة توسيع الطرق الهوائية المتضيقة. وهذا التأثير يحدث بشكل سريع للغاية.

### رتق القصبات Bronchial atresia
إن رتق القصبات Bronchial atresia هو اضطراب خلقي نادر والذي يمكن أن يتظاهر بعدة أشكال. إن رتق القصبات هو خلل في تطور القصبات، وهذا الخلل يمكن أن يصيب قصبة أو أكثر - عادة القصبات القطعية وفي بعض الأحيان القصبات الفصية. إن القصبة المصابة بهذا الخلل تأخذ شكل القصبة ذات النهاية العمياء blind-ended bronchus. إن النسيج tissue المحيط يفرز المخاط بشكل طبيعي ولكنه يأخذ بالتراكم وتصبح القصبة متوسعة. إن هذا الأمر يمكن أن يسبب النفاخ الرئوي الناحي regional emphysema.
إن المخاط mucus المتراكم يمكن أن يسبب الانحشار مخاطي الشكل mucoid impaction أو القيلة القصبية bronchocele، أو كلا الأمرين معا. إن تشوه الصدر المقعر pectus excavatum يمكن أن يكون مترافقا مع رتق القصبات.

## معرض صور

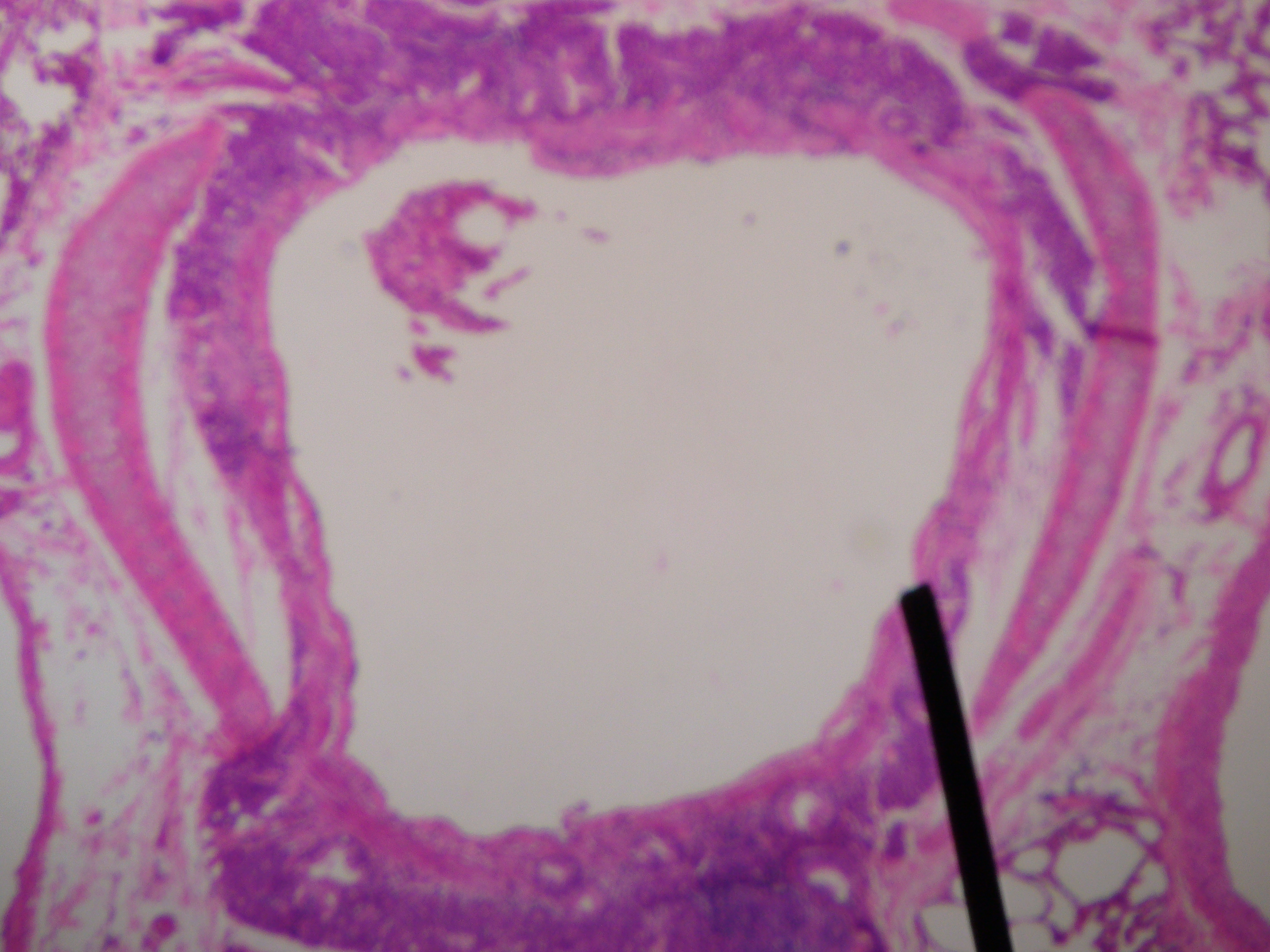
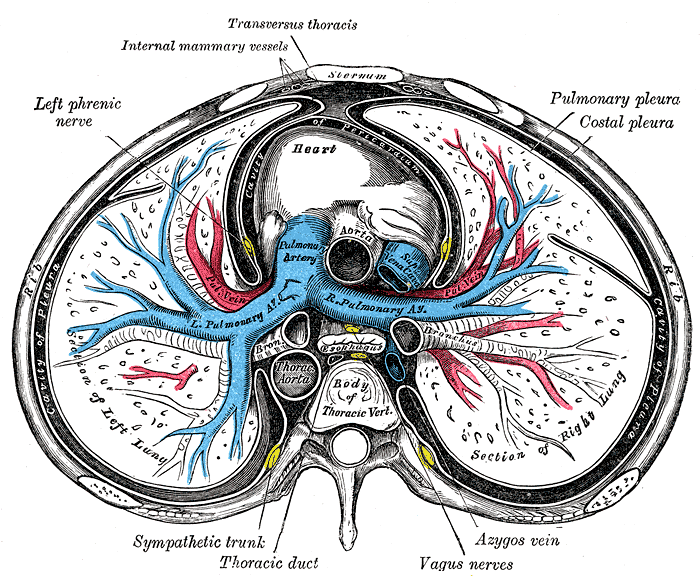
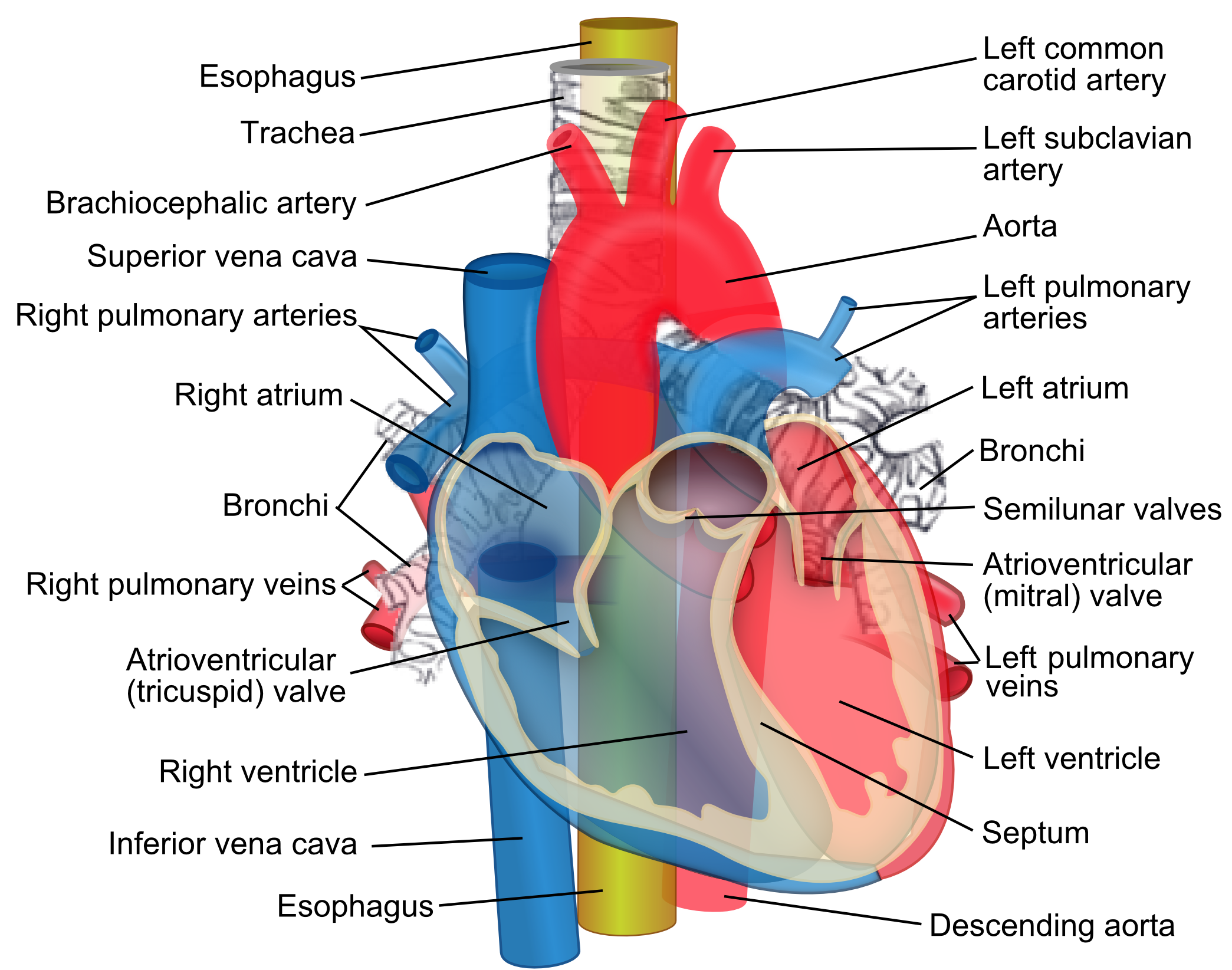